# هنایی پرپادنکو
هنایی پرپادنکو (انگلیسی: Hennadiy Perepadenko؛ زادهٔ ۱۶ ژوئن ۱۹۶۴) بازیکن فوتبال اهل اتحاد جماهیر شوروی سوسیالیستی است.
از باشگاه‌هایی که در آن بازی کرده‌است می‌توان به باشگاه فوتبال اسپارتاک مسکو، باشگاه فوتبال چورنومورتس اودسا، و باشگاه فوتبال متالورگ زاپروژیا اشاره کرد.
وی همچنین در تیم ملی فوتبال شوروی بازی کرده‌است.